# Comissió d'investigació sobre l'Operació Catalunya

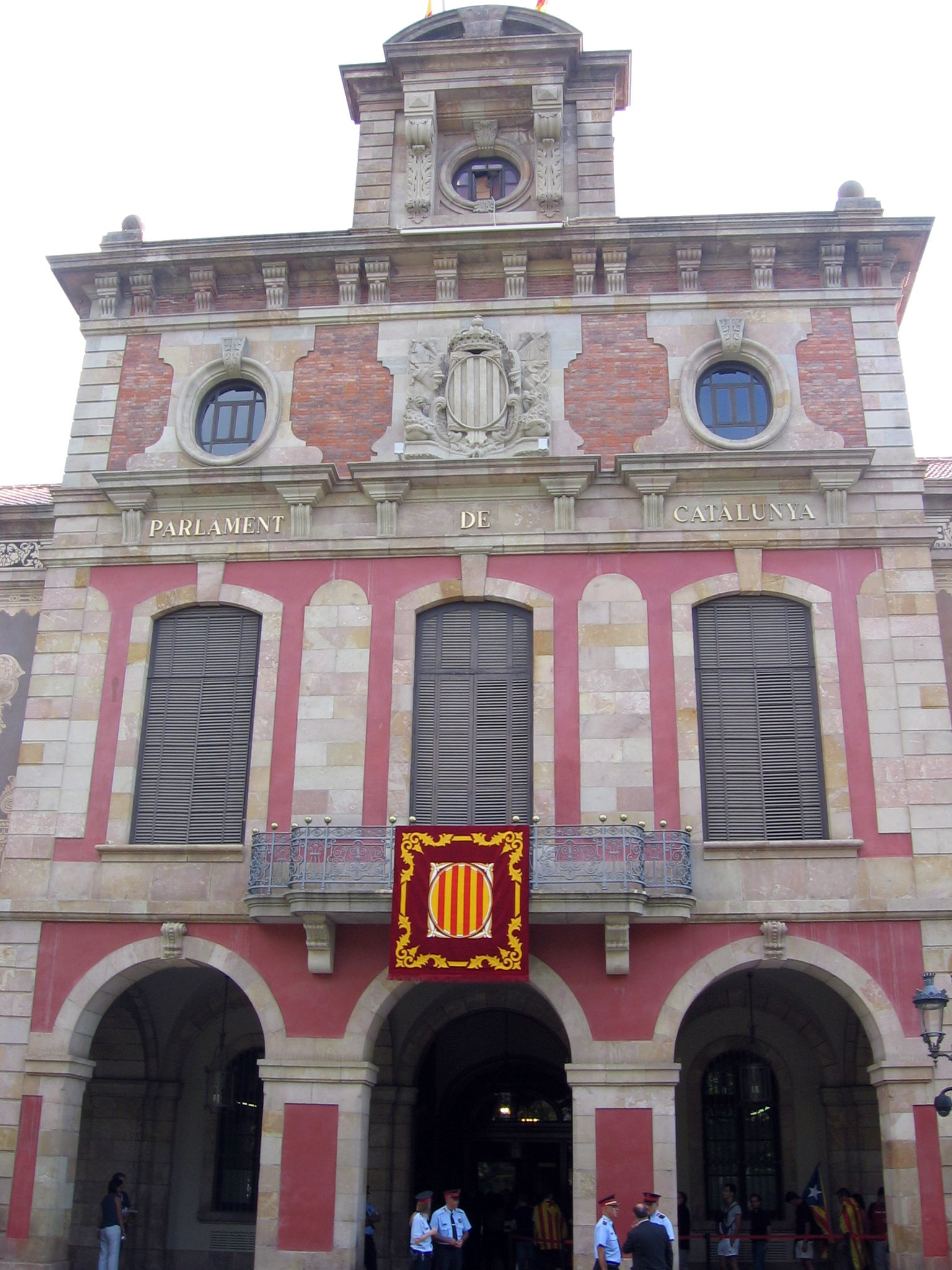
Façana del Palau del Parlament de Catalunya.

La Comissió d'investigació sobre l'Operació Catalunya va ser una comissió d'investigació que es va constituir el 21 d'abril de 2017 al Parlament de Catalunya per esbrinar tot el relacionat amb l'anomenada Operació Catalunya que, segons les conclusions de la mateixa comissió, va ser una conspiració de les clavegueres de l'Estat amb l'ús de la policia patriòtica per intentar frenar la dissidència política a Catalunya, i particularment l'Independentisme català i que va ser duta a terme, almenys, durant els anys en què Jorge Fernández Díaz (2011-2016) va ser Ministeri de l'Interior d'Espanya. El seu objectiu, segons la comissió, era reduir el suport social de l'independentisme com a opció política mitjançant la desacreditació dels seus líders.
El dictamen final de la comissió de recerca es va redactar el 29 d'agost de 2017 exclusivament amb la participació dels dos grups independentistes, Junts pel Sí i Candidatura d'Unitat Popular (CUP), i el constitucionalista Catalunya Sí que es Pot; ja que la resta de grups constitucionalistes (Ciutadans, Partit Popular i Partit dels Socialistes de Catalunya, PSC) havien abandonat la comissió en diferents moments. El dictamen final de la comissió va ser aprovat pel ple del Parlament de Catalunya el 7 de setembre de 2017. Van votar a favor els dos grups independentistes i Catalunya Sí que és Pot, i en contra el Partit Popular, mentre que el PSC i Ciutadans es van abstenir.

## Desenvolupament
La comissió d'investigació del Parlament de Catalunya es va formar arran de la revelació el 21 de juny de 2016 per part del diari digital Público dels enregistraments de dues converses mantingudes el 2 i el 16 d'octubre de 2014 entre el ministre de l'Interior Fernández Díaz amb el director de l'Oficina Antifrau de Catalunya Daniel de Alfonso Laso en les quals van tractar sobre la possible incriminació per casos de corrupció de líders independentistes o dels seus familiars més propers. El contingut d'aquestes converses també va donar lloc a la formació d'una comissió d'investigació sobre el mateix tema al Congrés dels Diputats.
La «Comissió d'Investigació sobre l'Operació Catalunya», nom oficial de la comissió, va ser aprovada pel ple de Parlament de Catalunya el 8 de març de 2017 amb els vots a favor de Junts pel Sí -que va ser el grup parlamentari que va fer la proposta-, CUP, Catalunya Sí que es Pot i Partit dels Socialistes de Catalunya (PSC), i el vot en contra del Partit Popular, mentre que Ciutadans es va abstenir. La comissió es va constituir el 21 d'abril, presidida per la diputada Alba Vergés de Junts pel Sí. En la seva primera intervenció com a presidenta de la comissió la diputada Vergés va dir que s'investigarien presumptes «muntatges policials, dossiers, invencions (sobre polítics independentistes)... i qualsevol pràctica que no fos pròpia en un Estat de dret i que, per tant, es trobaria d'esquena a la llei».
Hi va haver 19 compareixences en 20 sessions, començant pels periodistes del diari Público Patricia López i Carlos Enrique Bayo, que havien destapat el cas dels enregistraments de les converses entre el ministre Fernández Díaz i el director de l'Oficina Antifrau de Catalunya. Molts dels citats a declarar no van acudir al Parlament, com el president del govern Mariano Rajoy, la vicepresidenta Soraya Sáenz de Santamaría, l'exministre Jorge Fernández Díaz, l'exdirector de l'Oficina Antifrau de Catalunya Daniel de Alfonso Laso, el cap de gabinet de Rajoy Jorge Moragas, el fiscal superior de Catalunya, l'ambaixador d'Espanya a Andorra, i un llarg etcètera. Tampoc van declarar els policies presumptament implicats, excepte l'excomisari Marcelino Martín Blas-Aranda, excap de la Unitat d'Assumptes Interns.

### Abandonament de la comissió per part dels partits constitucionalistes, excepte Catalunya Sí que és Pot
Els tres grups parlamentaris constitucionalistes van abandonar la comissió i no van participar en la redacció del dictamen final. El primer va ser el del Partit dels Socialistes de Catalunya (PSC) per no haver-se acceptat la formació d'una altra comissió de recerca sobre les actuacions del “Govern” per preparar la separació del govern de Catalunya de l'Estat espanyol. Poc després la va abandonar el grup parlamentari del Partit Popular al·legant que s'estava fent un ús partidista de la comissió per part dels dos grups independentistes. «Les compareixences han estat un espantall. S'ha volgut muntar el número i els compareixents han estat degudament seleccionats per tenir un clar biaix contra el PP», va afirmar el seu portaveu en la comissió. Finalment, la va abandonar Ciutadans amb l'argument que «s'estava desvirtuant la finalitat d'aclarir els fets i dilucidar responsabilitats polítiques».

## Dictamen

### Conclusions
Segons el dictamen de la Comissió d'Investigació de Parlament de Catalunya, l'Operació Catalunya va ser «una conspiració per intentar frenar la dissidència política a Catalunya, i particularment el moviment independentista» duta a terme, «almenys, durant els anys en què Jorge Fernández Díaz (2011-2016) fou ministre de l'Interior espanyol». Es va concretar en «un seguit d'actuacions de caràcter polític, policial i d'intel·ligència que buscaren reduir el suport social de l'independentisme com a opció política mitjançant la desacreditació» associant «en l'imaginari col·lectiu de la societat catalana i espanyola un moviment polític legítim, democràtic i pacífic, com l'independentista, amb pràctiques fraudulentes. Per això, i de manera específica, el que es buscava era associar als líders polítics i cívics independentistes amb la corrupció». Així es tractava d'organitzar «una causa general contra l'independentisme en la qual no s'han perseguit pràctiques sinó persones, no s'ha manat investigar fets sinó noms».
Segons el dictamen el mètode que es va utilitzar per desprestigiar els líders nacionalistes catalans va ser la creació d'«informes policials que es construïen a partir de la barreja d'informacions falses amb dades obtingudes de manera fraudulenta i amb elucubracions de procedència ambigua i anònima, amb la idea final de fabricar un relat que donés aparença de cas autèntic i contrastat per poder traslladar-se posteriorment a la premsa o poder judicializarlo». L'elaboració d'aquests informes «falsos o manipulats» va anar a càrrec d'una «brigada políticopolicial» «fora de l'estructura orgànica del Cos Nacional de Policia», «formada per almenys una desena de comissaris i inspectors en cap que, al voltant de l'excap de la Direcció Adjunta Operativa (DAO) Eugenio Pino, ocupaven llocs de treball fora del catàleg i duien a terme investigacions prospectives contra adversaris polítics, o bé construïen muntatges falsos». Aquests després filtraven els informes a «mitjans afins (que col·laboren amb el conjunt de l'operació)», dels quals el dictamen de la comissió nomenava expressament al diari "El Mundo". Els informes s'iniciaven sempre «amb investigacions prospectives», «és a dir, aleatòries i amb caràcter persecutori», «una pràctica expressament prohibida per la Llei d'enjudiciament criminal» que impedeix «expressament que la policia en el marc de la seva actuació indagadora, pugui actuar al marge del coneixement de l'autoritat judicial. I en aquest cas s'havia fet permanentment».
El dictamen de la comissió citava com «un cas paradigmàtic i significatiu» «l'informe atribuït a la UDEF en què s'associava al president Artur Mas amb comptes en bancs situats en paradisos fiscals i que va publicar el diari ‘’El Mundo’’, el 19 de novembre de 2012, coincidint amb la campanya de les eleccions al Parlament de Catalunya que s'havien de celebrar el 25 d'aquell mes». L'altre cas més destacat de «persecució política», segons el dictamen, va ser el que va afectar l'exalcalde de Barcelona Xavier Trias, arran d'una notícia apareguda en el diari El Mundo el 27 d'octubre de 2014, pocs dies abans de la celebració de la Consulta del 9-N, que deia que Trias posseïa diners a l'estranger.
D'altra banda, la Comissió va situar l'inici de l'Operació Catalunya en l'enregistrament de la conversa entre Alicia Sánchez-Camacho, llavors presidenta del Partit Popular de Catalunya, i l'exnòvia de Jordi Pujol Ferrusola Victoria Álvarez que va tenir lloc el 7 de juliol de 2010 en un conegut restaurant de Barcelona, i el contingut del qual va ser desvetllat dos anys i mig després, el febrer de 2013, per diversos mitjans i que seria conegut dins del Cas Método 3.
La Comissió va concloure finalment que l'Operació Catalunya havia estat un exercici de «guerra bruta en ple segle XXI».

### Aprovació del dictamen pel ple
El dictamen final de la comissió va ser aprovat pel ple del Parlament de Catalunya el 7 de setembre de 2017 amb els vots a favor dels dos grups independentistes, Junts pel Sí i la CUP, i el vot en contra del Partit Popular, mentre que el PSC i Ciutadans es van abstenir. El diputat que va parlar en nom d'aquest últim grup va criticar el treball de la comissió qualificant-la d'«instrumental» perquè tenia «una tesi que calia defensar, que és que el Govern d'Espanya ataca a Catalunya», encara que a continuació va lamentar «l'actuació de l'exministre de l'Interior Jorge Fernández Díaz i de l'exdirector de l'Oficina antifrau, Daniel de Alfonso». Per la seva banda el portaveu del PSC va considerar que s'havia «acreditat» que el ministre Fernández Díaz «va dirigir» un grup de policies «que tenien com a finalitat anar en contra de forces polítiques sobiranistes i també de la resta de l'Estat que s'oposen al PP». Li va retreure al ministre haver fet «un ús partidista dels efectius i recursos del Ministeri de l'Interior, en clar abús de poder que trenca l'Estat de dret». Quant al PP, el seu portaveu va criticar durament la comissió de la qual va dir que tenia més «ànsies de compartir un relat» que de «buscar la veritat». També va negar l'existència de l'«operació Catalunya» i va afirmar que la comissió s'havia «inventat conspiracions».